# Telomerasi
La telomerasi è un complesso ribonucleoproteico con attività enzimatica che aggiunge sequenze ripetitive di DNA non codificante, TTAGGG per tutti i vertebrati e altri organismi, al terminale 3' dei filamenti di DNA nelle regioni dei telomeri, che si trovano alle estremità dei cromosomi eucariotici, riallungando così i telomeri accorciati in modo da mantenere integri i cromosomi.
Si tratta di una vera e propria trascrittasi inversa (o DNA polimerasi RNA-dipendente, numero EC 2.7.7.49), dal momento che utilizza frammenti di RNA, per l'elongazione dei telomeri. L'esistenza di un meccanismo compensativo del processo d'accorciamento dei telomeri è stato previsto dal biologo sovietico Alekseï Matveïevitch Olovnikov nel 1973 che ha anche suggerito l'ipotesi di invecchiamento dei telomeri e le connessioni tra telomeri e tumori. Grazie alla scoperta del processo della telomerasi, nel ciliato Tetrahymena, un tipico organismo modello, Elizabeth Blackburn, Carol W. Greider e Jack W. Szostak hanno vinto il Premio Nobel per la Medicina 2009.

## Funzione e azione dell'enzima telomerasi

Struttura tridimensionale di un G-quadruplex intramolecolare telomerico umano. Lo scheletro è rappresentato come un nastro, le linee tratteggiate blu rappresentano i legami idrogeno. La formazione dei quadruplex sui cromosomi è in grado di ridurre l'attività dell'enzima telomerasi

I telomeri sono le parti finali dei cromosomi eucariotici, sono formati da sequenze oligomeriche ripetute. La necessità di queste strutture terminali è palese se si considera che tutte le DNA polimerasi conosciute duplicano le catene di DNA dall'estremità 3' e che tutte richiedono un primer a RNA o (solo per certe DNA-polimerasi eucariotiche) a DNA.
Quando la forcella di replicazione si avvicina all'estremità del cromosoma lineare, la sintesi del filamento guida continua regolarmente sino alla fine della catena stampo del DNA; la doppia elica figlia è rilasciata dopo essere stata duplicata interamente.
La catena stampo per il filamento lento, invece, è copiata in modo discontinuo. Quando l'ultimo innesco a RNA è rimosso, non c'è nessun innesco a monte cui la DNA polimerasi (delta) possa legarsi per riempire il vuoto derivante dalla rimozione di tale primer. A causa di ciò, il filamento di DNA che si è formato come filamento tardivo sarebbe accorciato a ogni divisione cellulare. La telomerasi evita questo progressivo accorciamento del filamento tardivo agendo come una trascrittasi inversa. Al suo interno contiene infatti un RNA stampo (3'-AAUCCCAAU-5') che serve per prolungare la catena stampo di DNA (parentale).
Un'ulteriore estensione dell'estremità 3' della catena stampo di DNA fornisce il modello necessario per la DNA polimerasi α per completare la sintesi del filamento in ritardo (lagging) a partire da ulteriori primers.
Questo meccanismo lascia comunque a livello del telomero un filamento sporgente all'estremità 3'. Nei cromosomi dei mammiferi, la fine a singolo filamento serve per formare un loop, producendo una struttura a tripla elica simile al D-loop mitocondriale, che è stabilizzata da legami con proteine telomero-specifiche. Queste proteine nell'uomo sono denominate complesso Shelterin.

## Telomerasi e senescenza cellulare
I cromosomi degli organismi superiori sono costituiti da una lunga doppia elica di DNA le cui estremità si associano a cappucci proteici formando strutture che prendono il nome di telomeri. Per ragioni intrinseche al suo meccanismo di duplicazione, il DNA terminale dei cromosomi non viene completamente replicato, provocando un accorciamento delle estremità cromosomiche a ogni ciclo di replicazione.
In assenza di attività telomerasica, i telomeri dei cromosomi delle cellule in attività proliferativa si accorciano progressivamente; quando la lunghezza dei telomeri scende sotto una soglia critica definito Hayflick limit, che si crede essere tra 50-70 divisioni cellulari, le cellule diventano senescenti e la divisione cellulare si ferma. Nella specie umana, la telomerasi è attiva nelle cellule che proliferano attivamente (cellule germinali, nelle cellule staminali e nelle cellule tumorali) ma non nelle cellule somatiche (che rappresentano la maggior parte delle cellule del nostro corpo).
Una varietà di sindromi da invecchiamento precoce sono associati a telomeri corti. Questi includono la sindrome di Werner, Atassia telangiectasia, Atassia-telangiectasia come disordine, la sindrome di Bloom, l'anemia di Fanconi e la sindrome di rotture Nijmegen. Tuttavia, i geni che sono stati mutati in queste malattie hanno tutti un ruolo nella riparazione dei danni al DNA e l'aumento del danno al DNA può, a sua volta, essere un fattore di invecchiamento precoce (vedi teoria danno al DNA di invecchiamento).
Studi condotti dalla biologia comparativa sui telomeri di diverse specie di mammiferi hanno indicato che la lunghezza del telomeri si correla inversamente, piuttosto che direttamente, con la durata della vita; ad esempio nei babbuini si è visto che l'accorciamento dei telomeri non si verifica con l'età in alcuni tessuti come nel cervello e nei muscoli scheletrici. Pertanto, l'accorciamento dei telomeri non sembra essere un fattore importante nell'invecchiamento delle cellule differenziate del cervello o del muscolo scheletrico, in alcune specie. Negli esseri umani, la lunghezza dei telomeri del tessuto muscolare scheletrico rimane stabile dai 23 ai 74 anni di età, mentre nel fegato umano colangiociti ed epatociti mostrano un accorciamento dei telomeri legato all'età.
Il termine telomerasi è anche legato alla tumorogenesi. Infatti nei tumori, che generalmente si originano per trasformazione di cellule somatiche, i telomeri non si accorciano provocando il blocco della proliferazione cellulare perché le cellule tumorali riattivano la telomerasi che consente loro una crescita illimitata. Ricerche recenti hanno anche dimostrato che vari fattori, quali ad esempio lo stress, possono portare all'accorciamento dei telomeri. Si è quindi posta la domanda, se la lunghezza dei telomeri potesse essere considerata un indicatore dello stato di salute e un predittore di longevità. La riattivazione dell'enzima telomerasi nelle cellule somatiche potrebbe portare secondo gli studiosi a un rallentamento o addirittura a una reversione del processo di invecchiamento (come già osservato in uno studio del 2009 sui topi). Il DNA umano contiene già il gene che potrebbe produrre telomerasi, ma è inattivo.